# Ekrem İmamoğlu

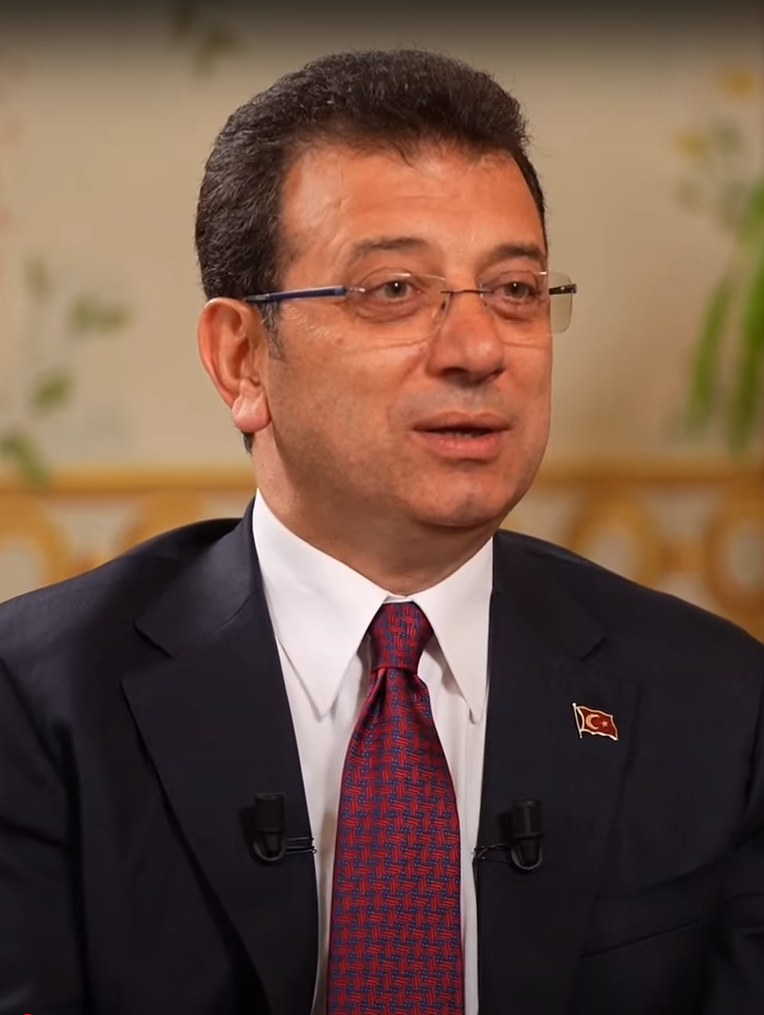
Ekrem İmamoğlu (2024)

Ekrem İmamoğlu (anhörenⓘ; * 4. Juni 1970 in Akçaabat, Provinz Trabzon) ist ein türkischer Politiker (CHP). Von Juni 2019 bis zu seiner Absetzung am 23. März 2025 war er Oberbürgermeister der Großstadtkommune Istanbul. Aufgrund seines Amtes und seiner Beliebtheit gilt er als wichtiger Konkurrent des Staatspräsidenten Recep Tayyip Erdoğan. Seine Ehefrau Dilek İmamoğlu stieg seit seiner Festnahme am 19. März 2025 zu einer führenden Stimme der Opposition auf.

## Leben und Wirken

### Frühe Jahre und Weg in die Politik
İmamoğlu besuchte das Gymnasium in Trabzon und studierte an der Universität Istanbul Betriebswirtschaftslehre (Bachelor) und Personalwesen (Master). Er stieg in die Baufirma seiner Familie ein und wurde 2008 Mitglied der CHP. Bei den Kommunalwahlen 2014 trat er für seine Partei im Istanbuler Stadtbezirk Beylikdüzü an und wurde mit knapp 50 % zum Bürgermeister des Stadtteils gewählt.

### Bürgermeisterwahl Istanbul 2019 und 2024
Bei den Kommunalwahlen 2019 wurde er zum CHP-Kandidaten für den Posten des Oberbürgermeisters von Istanbul nominiert und gewann mit 13.000 Stimmen Vorsprung. Nachdem die in Istanbul unterlegene AKP eine Nachzählung der Stimmen beantragt hatte, wurde er am 17. April 2019 von der türkischen Wahlkommission (YSK) zum Oberbürgermeister der Großstadtkommune Istanbul erklärt. Die AKP legte Beschwerde ein; am 6. Mai 2019 annullierte die Wahlkommission mit einer knappen Mehrheit das Wahlergebnis wegen angeblicher Regelwidrigkeiten. Bei der Neuwahl am 23. Juni 2019 vergrößerte er jedoch sogar seinen Vorsprung auf gut 800.000 Stimmen und gewann deutlich gegen Binali Yıldırım (AKP), womit er erneut zum Oberbürgermeister gewählt wurde.
Bei den Kommunalwahlen im März 2024 trat İmamoğlu erneut für die CHP an. Präsident Erdoğan hatte sich mit der AKP den Gewinn der Wahl in Istanbul als Ziel gesetzt und als „Beginn einer neuen Ära“ bezeichnet. İmamoğlu gewann mit einem Vorsprung von fast 10 Prozentpunkten auf AKP-Herausforderer Murat Kurum erneut die Wahl. Auch in anderen Teilen der Republik schnitt die CHP deutlich stärker als bei den vorigen Wahlen ab. Erdoğan nannte das Ergebnis einen „Wendepunkt“.

### Im Amt des Oberbürgermeisters ab 2019
İmamoğlu trat das Amt des Oberbürgermeisters von Istanbul am 27. Juni 2019 an. Er entließ 1244 der 2500 Beschäftigten der Stadt, die zwischen dem 31. März 2019 und dem 23. Juni 2019 neu eingestellt worden waren. Die Einstellungen waren in dem Zeitraum der landesweiten Kommunalwahlen am 31. März bis zur Oberbürgermeister-Wahlwiederholung in Istanbul vorgenommen worden.
Im Wahlkampf zur Oberbürgermeisterwahl 2019 versuchte İmamoğlu, das Thema der syrischen Flüchtlinge in der Türkei zu umgehen, zu dem die CHP die Auffassung vertritt, sie sollten schrittweise und sicher zurückgeführt werden. Nachdem es im Juli im Istanbuler Stadtteil Küçükçekmece als Folge falscher Behauptungen zu antisyrischen Ausschreitungen gekommen war, erklärte er, die Interessen des türkischen Volkes müssten geschützt werden. In einem anderen Zusammenhang warnte er davor, dass die Istanbuler Kultur durch die Zuwanderer verdrängt werde.
In den ersten drei Monaten im Amt begann İmamoğlu damit, die vorherige Vetternwirtschaft der AKP aufzulösen: Er strich mehreren AKP-nahen religiösen Stiftungen und Vereinen finanzielle Zuwendungen. Zu ihnen gehören die von Präsident Erdoğan gegründete Stiftung TÜRGEV, die Studenten mit Stipendien und Wohnheimplätzen unterstützt, die Bildungsstiftung TÜGVA, deren Beirat Erdoğans Sohn Bilal angehört, sowie die Aziz-Mahmud-Hüdayi-Stiftung unter Leitung des Bruders von Kadir Topbaş, dem langjährigen AKP-Oberbürgermeister der Stadt. Außerdem kündigte er Leasingverträge für Dienstwagen, die AKP-nahen Personen unrechtsmäßig sowie zur privaten Nutzung überlassen oder von AKP-nahen Unternehmen zu höheren Preisen als üblich vermietet worden sein sollen. Die Stadt sparte dadurch rund acht Millionen Euro im Jahr.
Unter dem Titel İstanbul senin (etwa: „Istanbul gehört dir“) veröffentlichte die Kommune unter İmamoğlu eine Website, auf der die Bürger ihre Meinung beispielsweise zur Gestaltung der Stadt äußern können. Am 12. Februar 2020 wurde zudem ein neues Planungsbüro gegründet. Die Gründungsveranstaltung hatte den Titel Ein neuer Anfang für die lokale Demokratie. Im Zuge dessen rief er auch eine Webseite ins Leben, auf der Pläne von Architekten zur Neugestaltung des Gezi-Parks vorgestellt wurden und die Bürger Istanbuls sich dazu äußern konnten, welchen Plan sie favorisierten. Präsident Erdoğan ließ daraufhin die Rechte am Park an eine bis dahin unbekannte Stiftung übertragen.
İmamoğlu bemühte sich um eine Reinigung des Goldenen Horns von Wasserverschmutzung. Zudem wurden der Erdbebenschutz verbessert und zahlreiche soziale Projekte, wie ein Ausbau von Kindergärten, eine bessere Wasserversorgung, Hilfsprojekte für Mütter und vergünstigte Studententickets auf den Weg gebracht.
Während der Bosporus-Universität-Proteste 2021 solidarisierte er sich mit den Demonstranten. İmamoğlu wurden im Dezember 2021 vom türkischen Innenminister Süleyman Soylu (AKP) ohne Belege Verbindungen zur kurdischen Untergrundorganisation PKK vorgeworfen; angeblich habe er seit der Amtsübernahme 2019 der Istanbuler Großstadtkommune als Oberbürgermeister über 400 Unterstützer bzw. Mitglieder der PKK und anderer linksextremistischen Gruppen in der Großstadtkommune eingestellt. İmamoğlu wies den Vorwurf zurück und stellte klar, dass alle Bewerber der Großstadtkommune „eine Unbedenklichkeitsbescheinigung des Justizministeriums vorweisen“ müssten.
Nach dem Erdbeben im südlichen Teil der Türkei und Syrien im Februar 2023 mit mehr als 45.000 Toten nutzte İmamoğlu menschliche und technische Ressourcen der Stadt Istanbul, die er als Katastrophenhilfe in die Erdbebenregion schickte.

### Ambitionen für das Amt des Staatspräsidenten
Aufgrund seines Amtes und seiner Beliebtheit gilt er als wichtiger Konkurrent des Staatspräsidenten Recep Tayyip Erdoğan. Er wurde zunächst als Gegenkandidat zu Erdoğan für die Präsidentschaftswahl 2023 gehandelt. Mitte Dezember 2022 wurde İmamoğlu von einem türkischen Gericht „wegen Beleidigung der Wahlkommission“ mit einem Politikverbot belegt. Das Gericht verurteilte İmamoğlu außerdem zu einer Haftstrafe von zwei Jahren und sieben Monaten. Das Urteil gegen İmamoğlu wurde von der Menschenrechtsorganisation Human Rights Watch als politisch motiviert beurteilt. Es war auch nach mehr als zwei Jahren noch nicht rechtskräftig und verhinderte somit nicht die weitere Ausübung seines Amtes und sonstige politische Betätigung. Die zu erwartende Dauer für den Gang durch die Instanzen wurde in einem Bericht der Friedrich-Naumann-Stiftung auf drei bis vier Jahre geschätzt. Bis zur Präsidentschaftswahl im Mai 2023 trat das Politikverbot nicht in Kraft. Im Vorfeld der Präsidentschaftswahl 2023 wurde er als Vizepräsident des später unterlegenen CHP-Kandidaten Kemal Kılıçdaroğlu gehandelt.

#### Annullierung des Hochschuldiploms
Im Frühjahr 2024, kurz vor den landesweiten Kommunalwahlen, wurden von regierungsnahen Medien und politischen Kreisen Fragen zur Gültigkeit seines Hochschuldiploms aufgeworfen. Die Debatte verstärkte sich im Zuge der Vorbereitungen für die Präsidentschaftswahl 2028, bei der İmamoğlu neben seinem Partei- und Amtskollegen aus Ankara, Mansur Yavaş, als der aussichtsreiche Herausforderer für das Amt des Staatspräsidenten gegen Amtsinhaber Recep Tayyip Erdoğan gilt. Die Kandidatur für das Amt des türkischen Staatspräsidenten setzt den Besitz eines Hochschuldiploms voraus.
Konkret wurden İmamoğlu im Zuge des Wechsels seines Studienortes von der nordzyprischen Amerikanischen Universität Girne zur Universität Istanbul im Jahr 1990 Unregelmäßigkeiten vorgeworfen, denen damals jedoch nicht weiter nachgegangen wurde. Im Februar 2025 begannen die Universität Istanbul sowie die Staatsanwaltschaft, den Vorwürfen gegen İmamoğlu nachzugehen, und letztere lud ihn zum 5. März vor, um zu den Anschuldigungen Stellung zu beziehen. İmamoğlu bestritt hierbei in Begleitung seines Anwalts die Vorwürfe. Am 18. März 2025 erklärte die Universität Istanbul İmamoğlus Diplom sowie jene von 27 weiteren Absolventen wegen „offensichtlicher Fehler“ für ungültig, womit İmamoğlu die Kandidatur verwehrt wäre. İmamoğlu betrachtete die Entscheidung als illegal und kündigte an, gerichtlich dagegen vorgehen zu wollen. Kritiker sahen in dieser Entscheidung einen von der Regierung initiierten Versuch, mit İmamoğlu einen ernsthaften Herausforderer auszuschalten.

#### Festnahme
Am 19. März 2025 wurden İmamoğlu und eine Vielzahl von Personen aus seinem Umfeld festgenommen, darunter sein Pressesprecher Murat Ongun, sein Wahlkampfleiter Necati Özkan und die Bürgermeister der Kommunen Şişli und Beylikdüzü, Resul Emrah Şahan und Murat Çalık. İmamoğlu wird neben der Führung einer kriminellen Organisation auch Bestechung, Ausschreibungsmanipulation und die Unterstützung der PKK/KCK vorgeworfen.
Zeitgleich wurden das Versammlungsrecht und der Zugang zu einigen sozialen Netzwerken eingeschränkt. Nach der Verhaftung brach der Lira-Kurs ein. İmamoğlu sowie Kritiker des Vorgehens erklären seine Verhaftung zu einem „Staatsstreich“. In der Türkei protestierten Tausende Menschen bei Demonstrationen und im Internet. Bei einigen dieser Demonstrationen trat İmamoğlus Ehefrau Dilek İmamoğlu als Rednerin auf.
Am 19. März 2025 teilte die Generalstaatsanwaltschaft Istanbul mit, ein Strafgericht habe die Kontrolle über Imamoğlus Bauunternehmen İmamoğlu İnşaat übernommen.
Am 23. März 2025 entschied ein Gericht, dass Imamoğlu in Untersuchungshaft müsse.
Am gleichen Tag teilte das türkische Innenministerium mit, İmamoğlu sei von seinem Amt als Bürgermeister Istanbuls vorübergehend abgesetzt. Das deutsche Auswärtige Amt sprach von einem schweren Rückschlag für die Demokratie in der Türkei und drängte auf ein faires rechtsstaatliches Verfahren für İmamoğlu. Am 26. März trat der Stadtrat, in dem die CHP eine bequeme Mehrheit besitzt, zusammen und wählte im dritten Wahlgang den bis dahin als Vizebürgermeister amtierenden Politiker Nuri Aslan zum Interim-Bürgermeister.
Im Juli 2025 verurteilte ein Istanbuler Gericht İmamoğlu wegen angeblicher Beleidigung und Bedrohung eines Oberstaatsanwalts zu einem Jahr und acht Monaten Freiheitsstrafe (Urteil zu dem Zeitpunkt noch nicht rechtskräftig).

### Kandidat bei der Präsidentschaftswahl
Die CHP wählte İmamoğlu am 23. März 2025 zu ihrem Präsidentschaftskandidaten.
Der CHP-Vorsitzende Özgür Özel gab am Abend des Tages vor Teilnehmern einer Demonstration in Istanbul bekannt, es hätten 1,6 Millionen der insgesamt 1,7 Millionen CHP-Mitglieder für ihn gestimmt. Weitere 13 Millionen nicht Parteimitglieder sprachen Imamoglu bei einer zeitgleich stattfindenden Abstimmung symbolisch ihre Unterstützung aus.
İmamoğlu wurde am 8. April 2025 vom Pariser Stadtrat einstimmig zum Ehrenbürger erklärt. Die Pariser Bürgermeisterin Anne Hidalgo erklärte, dies solle ihm Kraft im Widerstand geben und ein Zeichen gegen die aus ihrer Sicht ungerechte Behandlung durch die türkische Staatsmacht setzen.
Der Auftakt seines Verfahrens in Bezug auf seine Verhaftung am 19. März 2025 unter den Vorwürfen der Korruption, Bestechung, Erpressung, Geldwäsche, der Bedrohung eines Staatsanwalts sowie die Unterstützung einer verbotenen Terrororganisation (konkret: PKK) begann am 11. April 2025 in einem Gericht in Silivri. Vor Gericht soll Imamoglu „Ich bin hier, weil ich die Wahlen in Istanbul dreimal gewonnen habe“ sowie „Am Ende wird sich der Wille der Bewohner von Istanbul durchsetzen – und nicht der Wille einiger weniger in Ankara herrschenden Menschen“ gesagt haben. Die Staatsanwaltschaft fordert eine Freiheitsstrafe von 7 Jahren und 4 Monaten sowie ein Politikverbot. Imamoglus Anwalt kritisiert, dass der Prozess in 50 km von Istanbul entlegene Silivri verlegt wurde, was durch die Entfernung und schwierigeren Zugangsbedingungen gegen das grundsätzliche Öffentlichkeitsprinzip verstoße.

### Familie
İmamoğlu ist mit Dilek İmamoğlu verheiratet; sie haben drei gemeinsame Kinder.

## Auszeichnungen
Im November 2019 wurde İmamoğlu mit dem Deutsch-Türkischen Freundschaftspreis ausgezeichnet.